# Gygis alba

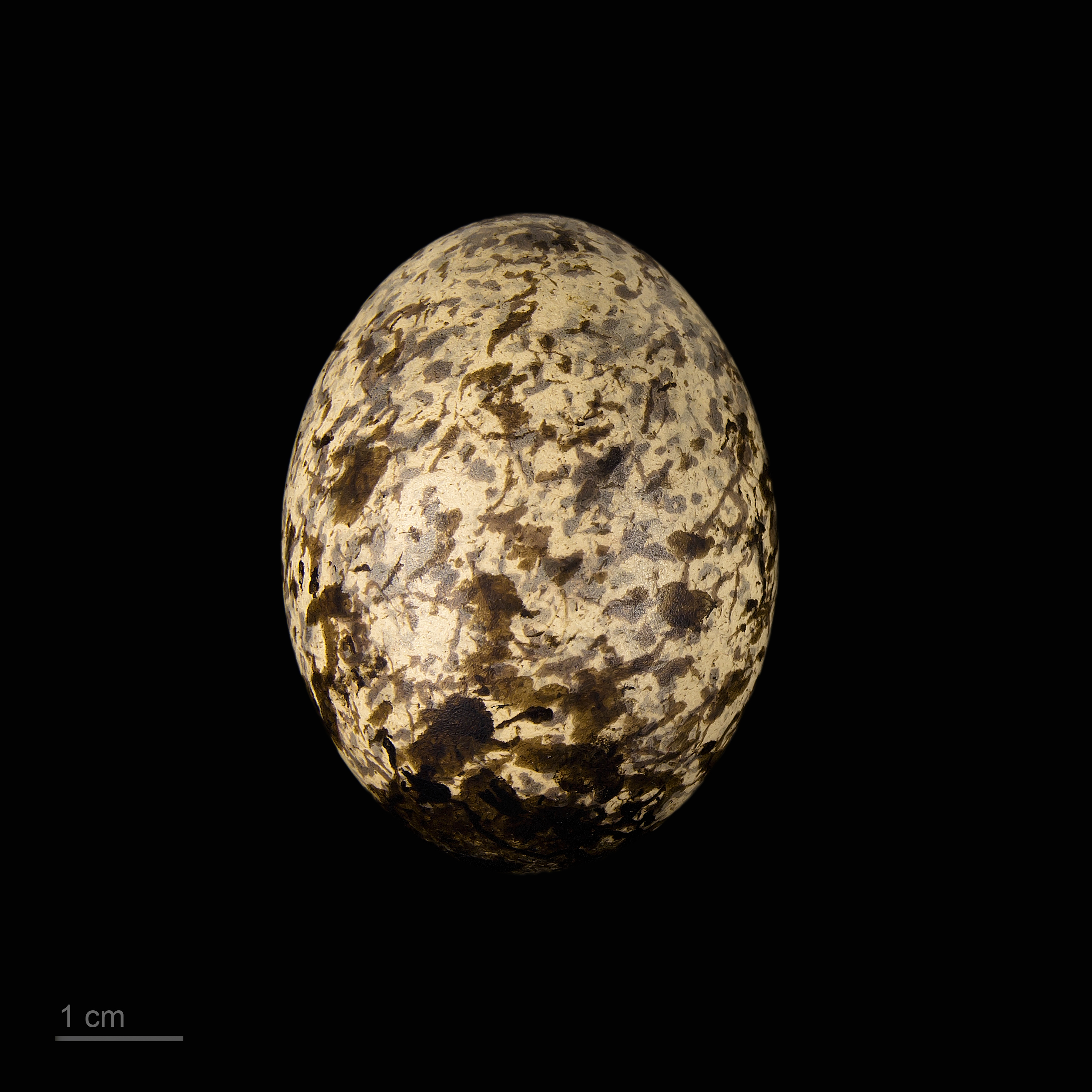
Gygis alba

La sterna bianca o sterna bianca comune (Gygis alba Sparrman, 1786) è un uccello della famiglia dei Laridae. È l'unica specie del genere Gygis.

## Distribuzione e habitat
Questa sterna vive in Oceania, dalle Hawaii alla Nuova Zelanda; lungo le coste cinesi e vietnamite, in Indonesia, India, sulle isole dell'Oceano Indiano; in Sudafrica, Brasile, Cile e Colombia. Raramente la si incontra anche in Giappone, Madagascar, Messico e su alcune isole dell'Oceano Atlantico. È un uccello pelagico ed epipelagico, vive lungo le coste e durante il periodo di riproduzione si sposta in zone alberate.

## Sistematica
Gygis alba ha quattro sottospecie:
- Gygis alba alba (Sparrman, 1786) - sottospecie nominale, diffusa nelle isole dell'oceano Atlantico meridionale
- Gygis alba candida (J.F.Gmelin, JF, 1789) - presente nelle isole Seychelles e Mascarene e nell'oceano Pacifico
- Gygis alba leucopes Holyoak & Thibault, 1976 - isole Pitcairn
- Gygis alba microrhyncha H.Saunders, 1876 - Isole della Fenice, Sporadi Equatoriali e isole Marchesi